# Gertrud Kamrad
Gertrud Kamrad (* 1926; † 9. Oktober 1986) war eine deutsche Sportjournalistin.

## Leben
Kamrad arbeitete ab 1946 als Sportberichterstatterin im Hörfunk und war laut Nachruf des Norddeutschen Rundfunks (NDR) „eine der ersten Sportjournalistinnen in Deutschland“. Bis zu ihrem Tod leitete sie 20 Jahre die Hörfunk-Sportredaktion des NDR und war auf diese Weise in Deutschland laut Hamburger Abendblatt „eine der ersten Frauen, die in der Sportberichterstattung eine führende Stellung einnahm“. Kamrad war beim NDR ebenfalls stellvertretende Leiterin der Hauptabteilung Sport.